# 胡志军
胡志军（1970年7月24日—），是已经退役的中国足球运动员。胡志军身体素质不出色，但是速度突出，曾经夺得1994年第一届甲A联赛的最佳射手，与广州队老拍档彭伟国一起是90年代广东足球的代表人物。1991年吉隆坡巴塞罗那奥运会预选赛对科威特的比赛中，以一脚禁区外左侧的凌空抽射死角享誉足坛。

## 俱乐部生涯
胡志军长年效力于广州队、广州太阳神、广州松日，他是中国职业联赛第一个单场比赛独中四元的球员，一共为广州队攻入36球，曾是广州队史上顶级联赛中入球最多的球员(2009年被拉米雷斯超越)。2000年，胡志军转会上海申花，但是毕竟年岁已大速度优势不再，几乎没有获得什么出场机会。次年转投上海中远获得甲B联赛冠军，2002年在甲A效力一赛季后退役。
退役后的胡志军曾经在丙级联赛等业余比赛中出场。